# Дёмин, Василий Викторович
Василий Викторович Дёмин (род. 23 мая 1974, Москва) — советский и российский хоккеист, защитник.

## Биография
Воспитанник «Вымпела» Жуковский. На юношеском и молодёжном уровне играл за «Химик» Воскресенск (1986/87 — 1987/88) и ЦСКА (1990/91 — 1991/92). В сезоне 1991/92 второй лиги дебютировал за ЦСКА-2, в следующем сезоне провёл 30 матчей за ЦСКА в МХЛ и 25 — за ЦСКА-2. В сезоне 1993/94 — 8 матчей за ЦСКА и 46 — за ЦСКА-2. В сезоне 1994?95 выступал за клубы ECHL «Эри Пантерс» и «Саут Каролина Стингрейс». Вернувшись в Россию, играл за «Спартак» Москва (1995/96 — 1996/97), «Молот-Прикамье» Пермь (1997/98), «Витязь» Подольск (1998/99 — 1999/2000), «Кристалл» Электросталь (1999/2000).